# 馬欽火山

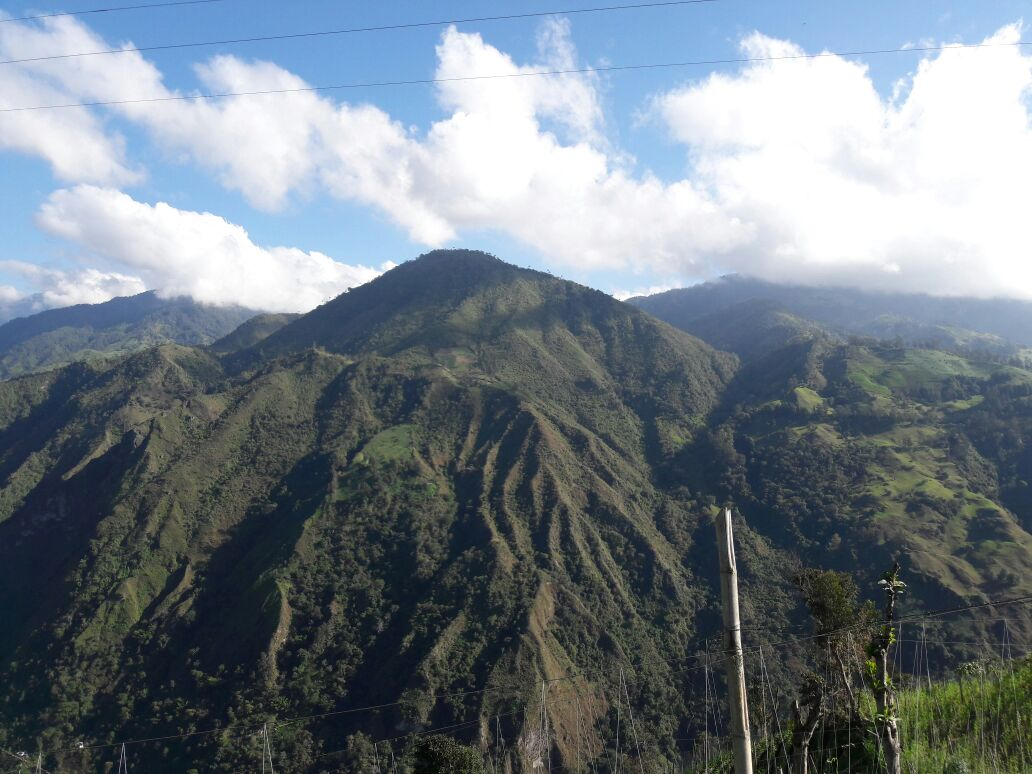
馬欽火山

馬欽火山是哥倫比亞的火山，位於該國西部，由托利馬省負責管轄，屬於安第斯山脈的一部分，最高點海拔高度2,750米，最近一次火山噴發在1180年發生。